# Newfoundland and Labrador Census Division No. 2
Die Census Division No. 2 ist eine Verwaltungseinheit in der kanadischen Provinz Neufundland und Labrador.
Die Census Division No. 2 erstreckt sich über die Burin-Halbinsel und das anliegende Gebiet auf der Insel Neufundland. Sie hat eine Fläche von 6.099,08 km². Beim Zensus 2016 lebten dort 20.372 Einwohner. 5 Jahre zuvor betrug die Einwohnerzahl noch 21.351.

## Gemeinden (Towns)
- Baine Harbour
- Bay L’Argent
- Burin
- English Harbour East
- Fortune
- Fox Cove-Mortier
- Frenchman’s Cove
- Garnish
- Grand Bank
- Grand le Pierre
- Lamaline
- Lawn
- Lewin’s Cove
- Little Bay East
- Lord’s Cove
- Marystown
- Parkers Cove
- Point May
- Point au Gaul
- Red Harbour
- Rushoon
- St. Bernard’s-Jacques Fontaine
- St. Lawrence
- Terrenceville
- Winterland